# فتح‌آباد (رشتخوار)
فتح‌آباد، روستایی از توابع بخش مرکزی شهرستان رشتخوار در استان خراسان رضوی ایران است. فتح‌آباد در فاصله ۵۵ کیلومتری شرق تربت حیدریه و در فاصله ۱۰ کیلومتری شمال رشتخوار می‌باشد و یکی از قطب‌های کشاورزی منطقه به خصوص در زمینه تولید زعفران و پیاز سفید می‌باشد؛ و منطقه زیبای غرق آب که در گویش محلی کرغو گفته می‌شود در ۵ کیلومتری شمال این روستا می‌باشد و همچنین تپه چهل ماه که محل تاریخی است در جنوب روستا بوده و دارای چندین آسیاب آبی قدیمی بوده که متأسفانه در اثر سهل انگاری به ویرانه تبدیل شده‌اند.

## جمعیت
این روستا در دهستان رشتخوار قرار دارد و براساس سرشماری مرکز آمار ایران در سال ۱۳۸۵، جمعیت آن ۲٬۶۹۸ نفر (۶۸۲ خانوار) بوده‌است. آمارهای غیررسمی در سال ۱۳۹۲ جمعیت روستا را که البته به زودی به شهر ارتقا پیدا می‌کند در حدود ۴۰۰۰ نفر اعلام می‌کند.